# Apple Vision Pro
Apple Vision Pro（アップル ビジョン プロ）は、Appleが「空間コンピュータ」と称して、2024年2月2日 (日本では2024年6月28日) より発売しているMR（複合現実）ヘッドセットである。Meta Quest 3などと同様に、MR（複合現実）とVR（仮想現実）の両方が体験できる仕様となっている。MITの「2024年のブレークスルー技術トップ10」の第3位にランクされ、MITの学術的見解では、AIなどの新興技術とともに世界に革命をもたらす可能性があると期待されている。
2023年6月5日にWorldWide Developers Conference (WWDC) の基調講演で発表され、米国では2024年2月2日発売開始、他国でも2024年に販売開始した。2015年のApple Watch以来のAppleの新しい消費者向け製品ラインである。多くのMRヘッドセットとは異なり、Apple Vision Proは本体とは別のバッテリーパックを特徴としている。

## 開発
2015年5月、Appleはドイツの拡張現実（AR）企業Metaioを買収した。AppleはMetaioの技術を"Project Titan"とコードネームされた電気自動車プロジェクトで使用する予定だった。その年、Appleはドルビーラボラトリーズからマイク・ロックウェルを雇用した。ロックウェルはMetaioの共同創設者ペーター・マイヤーとApple Watchのマネージャー、フレッチャー・ロスコップを含むチームを組織した。このチームは2016年にARデモを開発したが、当時の最高デザイン責任者ジョナサン・アイブ率いるIDGから反対を受けた。
2017年4月には、拡張現実 (AR) と仮想現実 (VR) の専門家であり、元NASAの専門家ジェフ・ノリスが雇われた。ロックウェルのチームは2017年にiOS 11とともにARKitを提供した。The Informationによると、ロックウェルのチームはアイブのチームと協力して作成した、前面のアイディスプレイを通して装着者の目を公開するヘッドセットは、IDGに好評であった。
ヘッドセットのプロダクトデザインは、2019年のアイブの退社に伴い、不確実な時期を経験した。彼の後任であるエヴァンス・ハンキーは、2023年にAppleから退職した。
Apple Vision Pro開発は、2021年よりダン・リッチオ元ハードウェアエンジニアリング担当上級副社長が率いてきたが、2024年に引退すると報道されている。

## 公開とリリース
2022年、ヘッドセットとしてReality Proと噂されるデバイスの情報が浮上し始めた。2022年5月に、Bloomberg Newsは、CEOのティム・クックを含むAppleの幹部がデバイスをプレビューしていると報じた。会社は6月にヘッドセットのコンテンツを開発するディレクタを募集し始めた。そのようなディレクタの一人であるジョン・ファブローは、彼のApple TV+ショーのPrehistoric Planetで恐竜を生き返らせるために招聘された.。Bloombergの記者マーク・ガーマンは2023年1月にヘッドセットの計画が一時停止されたと書いている。ガーマンは4月にヘッドセットについてさらに情報を共有し、Appleがソフトウェアとサービスを作成する開発者を引き付けようとしていると指摘した。AppleはVision Proの開発に寄与した技術に対して5,000以上の特許を申請した。Apple Vision Proは、2023年6月5日のWWDC23基調講演で発表され、米国で2024年2月2日にUS$3,499で発売された。日本での発売は2024年6月28日に開始した。
オンラインで購入するにはFace IDに対応しているiPhoneまたはiPadで顔のキャプチャーを行い、自分に合ったライトシールとヘッドバンドのサイズを測定する。
ストレージについては256GB,512GB,1TBの三種類があり、価格はそれぞれ日本円(税込)で599,800円, 634,800円, 669,800円となっている。
AppleCareを89,800円の一括(2年間のサポート)、または月額4,600円で追加可能である。
開発者に対しては、Developer Transition Kit同様に事前のデバイス貸し出しが行われている。

## ハードウェア
Apple Vision Proは、ラミネートガラスディスプレイ、アルミニウムフレーム、調節可能なヘッドバンドを備えている。フレームには5つのセンサー、6つのマイク、12台のカメラが搭載されている。通常90fpsで動作する切手サイズの3660x3200ピクセル、合計2,300万ピクセルの2つのmicro OLEDディスプレイが、レンズを通してユーザーに見えるようになる。内部に搭載されている赤外線LEDと赤外線カメラによってユーザーの目がトラッキングされ、目線でApple Vision Proを操作することができるようになっている。ただし、メガネを装着した状態での使用は不可能。眼鏡を利用しているユーザ向けにはカスタムでZEISS Optical Insertsを追加することで眼鏡を使用したのと同等の体験が可能である。このレンズは、カール・ツァイス社との提携により開発されるもので、Apple Vision Proのレンズ部分にに磁石で装着される。ヘッドセットのスピーカーはヘッドバンドの内部にあり、耳の真上に配置されている。
Apple Vision ProはApple M2プロセッサと、リアルタイムセンサー入力処理のためにヘッドセット専用に作られた新しいApple R1プロセッサ、AirPods Pro（第2世代、USB-Cケース）での20bit-48kHzロスレスを実現するためにApple H2を実装する。付属するバッテリーではデバイスの通常使用での稼働時間は2時間、動画視聴での使用は2.5時間となるが、USB-Cの電源アダプタを使用して充電が可能。

### 外部入力デバイス
別売りのMagic KeyboardとMagic Trackpadに対応し、VisionOS 2からはMagic Mouseにも対応する。

### Developer Strap
Apple Vision ProとMac間のUSB-C接続を提供するUS$299の開発者向け製品。グラフィックを多用するアプリやゲーム開発に役立つ。

## ソフトウェア

### オペレーティングシステム
Apple Vision Proは、ユーザの視野を覆う三次元インターフェースを備えたvisionOSによって動作する。デフォルトでは、ヘッドセットは実際の世界の周囲を「透過」しているように見せるため、要素は空間に「浮かんでいる」ように見える。ヘッドセットの上部にあるクラウンで、視野に占める仮想背景の量を調整できる。他の人々は、AppleがEyeSightと呼んでいるフロントガラスディスプレイのグラフィックスによって、仮想背景を認識することができる。ペルソナの目はフロントディスプレイに表示され、「没入性」が進むほどグラフィックはますます不透明になる。
指と目だけを使って操作できるため、ハンドコントローラーは必要ない。伝統的なデスクトップコンピュータのポイントとクリックと同様に、選択するには、要素を見て指をタップする。指のタップは空間のどこでも行うことができる。visionOSは、テキストの入力に音声認識、仮想キーボード、またはBluetooth接続の物理キーボード使用することができる。Apple VIsion Proは、生体認証にOptic IDと呼ばれる虹彩認証を使用する。
開発環境（SDK）は2023年6月21日から、シミュレータ、Reality Composer ProとともにXcode 15へ配布されている。Xcode 15でvisionOS向け開発を行うには、新しいAPIやフレームワークを扱えるmacOS Sonoma以降が必須となる。

### アプリ
Apple Vision Proは、Apple Arcadeからの100以上のゲームを含み、リリース時に利用可能になる。これには、NBA 2K23（2022）も含まれている。Disney+もリリース時に利用可能になる。さらに、Keynote, Pages, Numbersの他、Final Cut Pro、Microsoft Officeスイートのいくつかのアプリ、Microsoft Word、Microsoft Excel、Microsoft Teams、およびZoom、Cisco Webex、Adobe Lightroomが利用可能になる。AppleとUnityは提携しネイティブサポートを約束している。
その一方でNetflixのアプリケーションはリリース時点で本機種には対応しないことを2024年1月に同社が明らかにしている。
2024年2月2日の発売日に、600以上のVision Pro専用アプリが公開されている。
日本国内ではLIFULL、U-NEXT、日本経済新聞社、Yahoo! JAPAN、ABEMAなどが本機種に対応することを明らかにしているほか、既にグローバル向けアプリとして対応しているMicrosoft 365やDisney+なども本機種の同国内での発売と同時に利用が出来るようになった。